# Arrade bisinuata
Arrade bisinuata là một loài bướm đêm trong họ Erebidae.